# Rhinobatos granulatus
Rhinobatos granulatus és un peix de la família dels rinobàtids i de l'ordre dels rajiformes.

## Morfologia
Pot arribar als 280 cm de llargària total.

## Reproducció
És ovovivípar.

## Distribució geogràfica
Es troba des de les costes del Golf Pèrsic fins a Tailàndia, Vietnam i, possiblement també, a la Xina, Indonèsia (Sumatra i Borneo), les Filipines i Nova Guinea.